# Нагольний (Астраханська область)
Нагольний  (рос. Нагольный) — хутір у Чорноярському районі Астраханської області Російської Федерації.
Населення становить 1 особу (2015). Входить до складу муніципального утворення Чорноярська сільрада.

## Історія
Населений пункт розташований на території українського етнічного та культурного краю Жовтий Клин. Від 1928 року належить до Чорноярського району.
Згідно із законом від 6 серпня 2004 року органом місцевого самоврядування є Чорноярська сільрада.

## Населення
| 2002 | 2010 | 2014 | 2015 |
| ---- | ---- | ---- | ---- |
| 0    | ↗2   | ↘1   | →1   |